# Leninisme
El leninisme és una teoria política i econòmica que es construeix a partir del marxisme; n'és una ramificació i ha estat la dominant al món, en l'àmbit del comunisme i l'esquerra revolucionària, a partir de la revolució russa fins a finals del segle xx, moment en què va perdre força, sobretot a partir de la desintegració dels partits comunistes oficials i l'aparició de noves formulacions en l'àmbit de l'esquerra.
El leninisme rep el nom del seu principal desenvolupador, el líder bolxevic Vladímir Lenin, i és portat a la pràctica per ell abans i després de la Revolució Russa. Les teories de Lenin han estat una font de controvèrsia en el si del moviment obrer i socialista des de la seva implementació, amb veus crítiques tant en l'esquerra política (socialdemòcrates, anarquistes i altres més a l'esquerra com és ara Rosa Luxemburg).
Lenin argumentava que el proletariat només podia arribar a tenir consciència revolucionària a través dels esforços d'un partit que assumís el rol d'avantguarda revolucionària. Lenin creia que aquest partit només podria aconseguir els seus objectius per mitjà d'una forma d'organització disciplinada coneguda com el centralisme democràtic. A més a més, el leninisme manté que l'imperialisme és l'estadi més alt del capitalisme, i que el capitalisme només pot ser vençut a través dels mitjans revolucionaris (qualsevol intent de reformar el capitalisme està destinat al fracàs). Lenin creia en la destrucció de l'estat capitalista a través de la revolució proletària, i en reemplaçar aquest estat per una dictadura del proletariat, com una fórmula de transició al socialisme.
La teoria de Lenin sobre l'imperialisme tenia com a objectiu analitzar l'evolució del capitalisme a nivell mundial, actualitzant en part les concepcions desenvolupades per Karl Marx. Hi havia noves formes de l'expansió capitalista que Marx no havia pogut teoritzar. Al centre d'aquesta teoria de l'imperialisme hi ha la idea que les nacions capitalistes avançades estaven intentant evitar la revolució forçant que la seva sobreproducció entrés als mercats colonials i explotant aquestes colònies (es venen productes a les colònies fabricats amb els seus recursos). Això permetia a les nacions capitalistes industrialment avançades tenir contents els seus treballadors, en part, també, a través de la creació de l'aristocràcia obrera. Com a resultat d'això, el capitalisme seria dirigit per l'aristocràcia obrera, representada pels partits socialdemòcrates, fins al punt que la revolució podia esclatar inicialment en l'estat imperialista més dèbil: Rússia, encara que el seu triomf exigia de manera necessària un procés revolucionari d'abast mundial.
Si la revolució podia partir des d'un país no plenament industralitzat això comporta un problema seriós: aquest país no serà capaç de desenvolupar un sistema socialista (en la teoria marxista el socialisme és l'estadi que succeeix al capitalisme, abans d'arribar al comunisme), perquè el capitalisme encara no ha seguit el seu curs complet a la futura URSS i perquè els poders estrangers intentaran posar fi a la revolució a qualsevol preu. Per solucionar aquest problema Lenin proposa dues possibles solucions:
1. La revolució en un país subdesenvolupat desencadena una revolució en un país capitalista desenvolupat (per exemple, Lenin esperava que la Revolució Russa provocaria una revolució a Alemanya). Això faria possible que el país desenvolupat, després d'instaurar el socialisme, ajudés el país subdesenvolupat a fer el mateix.
2. La revolució té lloc en nombrosos països subdesenvolupats al mateix temps o en una successió ràpida; els països subdesenvolupats s'ajunten en un estat federal capaç d'intimidar les potències capitalistes i establir el socialisme. Aquesta era la idea original en la fundació de la Unió de Repúbliques Socialistes Soviètiques (URSS).
El socialisme no pot sobreviure només en un país pobre i subdesenvolupat. Per això, el Leninisme advoca per la revolució mundial d'una manera o d'una altra. Els leninistes actuals veuen, sovint, a la globalització com una forma moderna d'imperialisme. A la Xina, l'estructura leninista va ser la base de l'organització tant pel Kuomindang com pel Partit Comunista Xinès; després, els comunistes xinesos van desenvolupar la teoria del maoisme, que a la mort de Mao Zedong, l'any 1977, va ser canviada per un socialisme de mercat.

## Corrents leninistes
El terme leninisme-o, sovint, marxisme-leninisme - ha estat emprat per ideologies diferents per autodefinir, cadascuna de les quals reconeix les seves arrels històriques en el Leninisme: trotskisme, estalinisme i maoisme.
Les teories de Lenin han estat una font de controvèrsia des de la seva implementació, tenint crítics tant en l'esquerra política: socialdemòcrates, anarquistes, i fins i tot altres marxistes : vegeu Luxemburguisme o consellisme) com en la dreta (liberals, conservadors, feixistes o anticomunistes).